# Ashes (album Tristanii)
Ashes – czwarty studyjny album norweskiej grupy muzycznej Tristania. Wydany został 24 stycznia 2005 roku nakładem Steamhammer Records i SPV GmbH.

## Lista utworów
1. „Libre” – 06:46
2. „Equilibrium” – 05:56
3. „The Wretched” – 05:18
4. „Cure” – 06:03
5. „Circus” – 05:56
6. „Shadowman” – 06:19
7. „The Gate” (Bonus track - Japan edit.) – 06:20
8. „Endogenesis” – 05:26
9. „Bird” – 07:41

## Twórcy
- Vibeke Stene - śpiew
- Kjetil Ingebrethsen - śpiew
- Osten Bergoy - śpiew
- Anders H. Hidle - gitara
- Rune Řsterhus - gitara basowa
- Einar Moen - instrumenty klawiszowe
- Kenneth Olsson - perkusja

## Pozycje na listach
| Lista   | Kraj    | Pozycja |
| ------- | ------- | ------- |
| Top 200 | Francja | 184     |